# Tomáš Uhorčík
Tomáš Uhorčík († 1713 Liptovský Mikuláš, Uhersko) byl význačný slovenský zbojník a druh Juraje Jánošíka.
Devět let byl členem zbojnické družiny, která operovala na severozápadním Slovensku v oblasti Kysucké stolice. Později se stal vůdcem této zbojnické družiny, byl chycen a vězněn na Bytčanském zámku, kde se seznámil s Jurajem Jánošíkem, který zde pobýval jako císařský voják a poskytl uvězněnému určitá „dobrodiní“ (výraz z výslechového protokolu). Když se Uhorčíkovi podařilo z vězení utéct, vyhledal Jánošíka, který mezitím z vojska vystoupil, a přemluvil ho, aby se stal členem jeho zbojnické družiny.
Zdá se pravděpodobné, že oba muže spojovaly obdobné politické názory. Jánošík byl účastníkem nedávno potlačeného rákocziovského povstání v Uhrách a Uhorčík se přátelil s šlechticem a podžupanem Pavlem Lánim, který byl též do povstání zapojen. Vše nasvědčuje tomu, že jejich zbojnická činnost byla přípravou na obnovu povstání. Uhorčík se však záhy rozhodl zbojnickou dráhu opustit, když se oženil s dcerou jablunkovského bači Stoligy. Při svém odchodu předal velení mladému Jánošíkovi.
Uhorčík se odstěhoval do Klenovce, stal se zde místním strážníkem a byl oblíben jako dobrý hráč na gajdy. Změnil si též jméno na Martin Mravec. V zimě na přelomu let 1712 a 1713 u něj pobýval na návštěvě Jánošík a byl zde zajat. Uhorčík jako Martin Mravec byl uvězněn s ním a obviněn z napomáhání zbojníkům. Teprve po popravě Janošíkově, který svého druha ani slovem nezradil, bylo prozrazeno jeho pravé jméno. Uhorčík byl poté vyslýchán útrpným právem a ke své zbojnické činnosti se přiznal. Byl popraven lámáním kolem „počavše od hrdla“ (což byl mírnější trest oproti lámání od nohou). Nepomohla ani intervence Pavla Lániho, který se ho do poslední chvíle zastával.
V některých legendách byl Uhorčík (jmenovaný též Mravec nebo Gajdošík) později prezentován jako muž, který Jánošíka zradil, ve skutečnosti tomu tak ovšem nebylo. Oba muže spojovaly při jejich zbojnické činnosti idealistické pohnutky, pro něž se dostávali do konfliktu s některými zločinnějšími typy ve své zbojnické družině. Relativně obsáhlejší výslechy Uhorčíka (ve srovnání s Jánošíkem) nám dávají informace i o magických praktikách zbojníků a o darech, které poskytovali ostatním vesničanům.

## Ohlasy v kultuře
Vzhledem k spolupráci s Jánošíkem se stal též předmětem mnoha literárních a divadelních zpracování. Jedním z nejpozoruhodnějších ztvárnění postavy byl výkon Milana Markoviče v divadelní hře Stanislava Štepky Jááánošííík. Hry Stanislava Štepky Jááánošííík (premiéra 14. 11. 1970) a Jááánošííík po tridsiatich rokoch (premiéra 14. 11. 2000, Uhorčík: Csongor Kassai, Jánošík: Mojmír Caban), uvádělo/uvádí Radošinské naivné divadlo. Význam Štepkových her a Radošinského naivného divadla pro slovenskou kulturu lze srovnat s Divadlem Járy Cimrmana v prostředí českém.